# The Arthur Legend
The Arthur Legend è un film documentario di Ken Loach del 1991

## Creazione
Arthur Scargill leader del sindacato dei minatori (NUM) durante gli scioperi del 1984-1985, viene accusato dal giornale Daily Mirror e dal programma televisivo “La relazione Cook” di ITV, di aver gestito in modo poco trasparente e cattivo i fondi del partito dei minatori, Ken Loach e Lorraine Heggessey, difendono l'operato di Scargill, è si pongono la domanda se qualcuno non abbia deliberatamente messo queste voci contro Scargill, per vendetta.
Tra il 2002 e il 2003, il giornale The Guardian, ha dimostrato che le accuse contro Scargill erano false.
Roy Greenslade, ex redattore del Daily Mirror ha pubblicamente ammesso che è possibile che in giornale sia stato ingannato da una trama dei servizi segreti britannici.
Uno dei principali testimoni d'accusa ha Scargill, che Loach e Heggessey, avevano duramente contestato nel documentario, si scopri in seguito che era un agente del MI5

## Trama
Heggessey, partendo dalle conclusioni del inchiesta Lightman, sul caso Scargill, sostenendo, che non erano vere le voci che davano Scargill, coinvolto in una presunta gestione poco chiara dei fondi del sindacato dei minatori in particolare l'estinzione di un mutuo, o di presunti fondi neri che arrivano dall' Unione Sovietica, o del coinvolgimento della Libia di Gheddafi, che voleva vendicarsi del governo britannico.
Si mette in dubbio il lavoro fatto dal giornalista Roger Cook, grande accusatore di Scargill, e di Roger Windsor ex amministratore delegato del NUM il principale accusatore di Scargill.